# Codi de colors
|  | No s'ha de confondre amb Codi de colors de 25 parells. |

Codi de colors

El codi de colors s'utilitza al món de l'electrònica per indicar els valors dels components electrònics. És molt habitual a les resistències però també es pot utilitzar en una varietat de components com els condensadors, els inductors, díodes i d'altres components. Hi ha un codi específic per identificar els parells de fils d'un cable, vegeu Codi de colors 25-parells.

## Història
Aquest codi de colors va ser creat els primers anys de la dècada de 1920 als Estats Units per la Radio Manufacturer's Association, avui part de la Electronic Industries Alliance, i va ser acceptat per la Comissió Electrònica Internacional.
En un principi es va optar per pintar amb colors el cos, el canto, i un punt (resistències) o tres punts (condensadors), d'un codi de colors representant les xifres del 0 al 9 (basat en l'escala de l'arc de Sant Martí perquè fos més fàcil de memoritzar), per l'avantatge que representava per als components electrònics el poder pintar el seu valor sense haver d'imprimir cap text.
Aquest sistema, per la seva bona llegibilitat es va estendre als condensadors petits i als inductors 
Si el valor dels components estigués imprès (tant en text o com en punts de color) sobre un cos cilíndric, al soldar-los sobre el chassi (avui circuit imprès) el valor podria quedar ocult. Per això i per poder veure bé el seu valor des de qualsevol direcció, es va passar a codificar-lo amb franges anulars de color.
Les marques de color eren més resistents a l'abrasió, en ser inherents a la superfície on es marquen. Encara que existeix el risc de pèrdua del color a causa de l'òxid o l'exposició a la calor de la pròpia resistència, fent impossible distingir amb el pas del temps, per exemple, el marró del vermell o el taronja. La brutícia, la llum o el daltonisme també poden fer confondre els colors.

## Taula per a resistències, condensadors i inductors

Mostra amb tres bandes de codi d'una dècada de valors preferits E12, per condensadors i resistències (hi ha dotze valors preferits per dècada de valors)

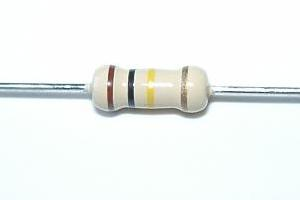
Resistència de 100 kΩ, 5%

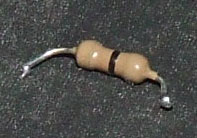
Resistència de 0Ω, marcada amb una banda negre individual.

La darrera franja, més separada de la resta, i típicament de color daurat o argent, indica la tolerància, és a dir, el marge d'error que garanteix el fabricant.
La resta de franges indica la mantissa (xifres significatives) i l'exponent del valor nominal. D'aquesta manera, una resistència de les sèries E12 o E24, que estan normalitzades amb 2 xifres significatives, porten quatre franges: les dues xifres, l'exponent o factor potència de 10, i la tolerància:
| H | F       | Ohm    | Color   | 1ªXifra | 2ªXifra | Mult. | Tolerància | Tolerància | Coeficient Temp.(ppm/K) | Coeficient Temp.(ppm/K) |
| --- | ------- | ------ | ------- | ------- | ------- | ----- | ---------- | ---------- | ----------------------- | ----------------------- |
| 10µ's | 10p's   | 10's   | Negre   | 0       | 0       | ×100  | –          | –          | 250                     | U                       |
| 100µ's | 100p's  | 100's  | Marró   | 1       | 1       | ×101  | ±1%        | F          | 100                     | S                       |
| 1m's | 1n's    | 1k's   | Vermell | 2       | 2       | ×102  | ±2%        | G          | 50                      | R                       |
| 10m's | 10n's   | 10k's  | Taronja | 3       | 3       | ×103  | –          | –          | 15                      | P                       |
| 100m's | 100n's  | 100k's | Groc    | 4       | 4       | ×104  | –          | –          | 25                      | Q                       |
| 1's | 1µ's    | 1M's   | Verd    | 5       | 5       | ×105  | ±0.5%      | D          | 20                      | Z                       |
| 10's | 10µ's   | 10M's  | Blau    | 6       | 6       | ×106  | ±0.25%     | C          | 10                      | Z                       |
| 100's | 100µ's  | 100M's | Violeta | 7       | 7       | ×107  | ±0.1%      | B          | 5                       | M                       |
| 1k's | 1m's    | 1G's   | Gris    | 8       | 8       | ×108  | ±0.05%     | A          | 1                       | K                       |
| 10k's | 10m's   | 10G's  | Blanc   | 9       | 9       | ×109  | –          | –          | –                       | –                       |
| 1µ's | 1p's    | 1's    | Daurat  | –       | –       | ×10-1 | ±5%        | J          | –                       | –                       |
| 1/10µ's | 1/10p's | 1/10's | Argent  | –       | –       | ×10-2 | ±10%       | K          | –                       | –                       |
| - | -       | -      | Sense   | –       | –       | –     | ±20%       | M          | –                       | –                       |
| |         |        |         |         |         |       |            |            |                         |                         |
| 1. Un coeficent de temperatura no assignat amb la seva lletra cal marcar-lo "Z", + el coeficient trobat a altre documentació. 2. Per més informació, vegeu EN 60062. |         |        |         |         |         |       |            |            |                         |                         |

Així, una resistència amb les franges
| 1a xifra | 2a xifra | factor | tolerància |
| -------- | -------- | ------ | ---------- |
| 5        | 6        | x100   | ±5%        |
| 5        | 6        | x100   | ±5%        |

té un valor nominal de 5600 Ω ±5%

## Nombre de component per als díodes
El nombre de component per als díodes de vegades també es codifica com anells de colors al voltant del díode, utilitzant els mateixos números que en els altres components. El prefix JEDEC "1N" es dona per suposat, i la resta del nombre de component es codifica amb tres o quatre anells.